# Eco-economie
Eco-economia (economia ecologică) este un concept propus de Lester Brown, care se referă la o economie care se poate dezvolta pe termen lung fără a afecta propriul sistem suport (mediul).